# Nicklas Bäckström
Nicklas Bäckström (* 23. listopadu 1987 Gävle) je švédský hokejový útočník hrající v severoamerickou National Hockey League (NHL) za tým Washington Capitals.

## Hráčská kariéra
Bäckström je odchovancem klubu Brynäs IF. V sezóně 2004/05 debutoval v Elitserien. Byl draftován týmem Washington Capitals v roce 2006 v prvním kole, celkově na 4. místě, což bylo nejvyšší umístění všech evropských hokejistů v tom roce. 10. července 2006 se rozhodl zůstat ještě jednu sezónu ve Švédsku v klubu Brynäs IF, další sezonu odehrál ve Washingtonu Capitals. V sezoně 2008/09 se stal nejlepším Švédem v NHL, když dal nejvíce kanadských bodů a nejvíc asistencí. V sezoně 2009/10 nastřílel mezi Švédy nejvíce gólů v NHL. 17. května 2010 prodloužil smlouvu s Washington Capitals na 10 let za 67 milionů dolarů.

## Rekordy
- Nejmladší švédský hráč v historii Mistrovství světa (18 let a 6 měsíců) .
- První nováček v historii NHL, který zaznamenal čtyři asistence ve dvou po sobě jdoucích zápasech.
- Nejvíce asistencí v sezóně NHL od nováčka týmu Washington Capitals. Jeho nový týmový rekord je (55 asistencí) 2007-08.

## Ocenění a úspěchy
- 2005 MS-18 - Nejlepší hráč na vhazování
- 2006 SEL - Nejproduktivnější junior
- 2006 SEL - Nejlepší střelec mezi juniory
- 2006 SEL - Nováček roku
- 2007 SEL - Nejproduktivnější junior
- 2007 MSJ - Top tří hráčů v týmu
- 2008 NHL - All-Rookie Team
- 2008 NHL - Nováček měsíce prosince 2007
- 2008 NHL - YoungStars Game
- 2009 Švédsko - Viking Award
- 2010 OH - Nejlepší hráč na vhazování
- 2015 NHL - Nejlepší nahrávač
- 2015 Švédsko - Viking Award
- 2016 NHL - All-Star Game
- 2017 MS - Vítězný gól

## Prvenství

### NHL
- Debut - 5. října 2007 (Atlanta Thrashers proti Washington Capitals)
- První asistence - 5. října 2007 (Atlanta Thrashers proti Washington Capitals)
- První gól - 8. listopadu 2007 (Ottawa Senators proti Washington Capitals, kanadskému brankáři Ray Emery)
- První hattrick - 13. prosince 2014 (Washington Capitals proti Tampa Bay Lightning)

### KHL
- Debut - 22. října 2012 (HK Dynamo Moskva proti Lokomotiv Jaroslavl)
- První asistence - 22. října 2012 (HK Dynamo Moskva proti Lokomotiv Jaroslavl)
- První gól - 29. října 2012 (HK Dynamo Moskva proti Dinamo Riga, švédskému brankáři Mikael Tellqvist)
- První hattrick - 14. listopadu 2012 (Viťaz Čechov proti HK Dynamo Moskva)

## Klubová statistika
| Sezóna      | Klub                | Soutěž      |      | Základní část | Základní část | Základní část | Základní část | Základní část |    | Play off | Play off | Play off | Play off | Play off |
| Sezóna      | Klub                | Soutěž      | Z    | G             | A             | B             | TM            | Z             | G  | A        | B        | TM       |          |          |
| 2003–04     | Brynäs IF           | J20         | 21   | 2             | 6             | 8             | 2             | 5             | 0  | 0        | 0        | 4        |          |          |
| 2004–05     | Brynäs IF           | J20         | 29   | 17            | 17            | 34            | 24            | —             | —  | —        | —        | —        |          |          |
| 2004–05     | Brynäs IF           | SEL         | 19   | 0             | 0             | 0             | 2             | —             | —  | —        | —        | —        |          |          |
| 2005–06     | Brynäs IF           | SEL         | 46   | 10            | 16            | 26            | 30            | 4             | 1  | 0        | 1        | 2        |          |          |
| 2005–06     | Brynäs IF           | J20         | —    | —             | —             | —             | —             | 1             | 0  | 0        | 0        | 2        |          |          |
| 2006–07     | Brynäs IF           | SEL         | 45   | 12            | 28            | 40            | 46            | 7             | 3  | 3        | 6        | 6        |          |          |
| 2007–08     | Washington Capitals | NHL         | 82   | 14            | 55            | 69            | 24            | 7             | 4  | 2        | 6        | 2        |          |          |
| 2008–09     | Washington Capitals | NHL         | 82   | 22            | 66            | 88            | 46            | 14            | 3  | 12       | 15       | 8        |          |          |
| 2009–10     | Washington Capitals | NHL         | 82   | 33            | 68            | 101           | 50            | 7             | 5  | 4        | 9        | 4        |          |          |
| 2010–11     | Washington Capitals | NHL         | 77   | 18            | 47            | 65            | 40            | 9             | 0  | 2        | 2        | 4        |          |          |
| 2011–12     | Washington Capitals | NHL         | 42   | 14            | 30            | 44            | 24            | 13            | 2  | 6        | 8        | 18       |          |          |
| 2012–13     | HK Dynamo Moskva    | KHL         | 19   | 10            | 15            | 25            | 10            | —             | —  | —        | —        | —        |          |          |
| 2012–13     | Washington Capitals | NHL         | 48   | 8             | 40            | 48            | 20            | 7             | 1  | 2        | 3        | 2        |          |          |
| 2013–14     | Washington Capitals | NHL         | 82   | 18            | 61            | 79            | 54            | —             | —  | —        | —        | —        |          |          |
| 2014–15     | Washington Capitals | NHL         | 82   | 18            | 60            | 78            | 40            | 14            | 3  | 5        | 8        | 2        |          |          |
| 2015–16     | Washington Capitals | NHL         | 75   | 20            | 50            | 70            | 36            | 12            | 2  | 9        | 11       | 8        |          |          |
| 2016–17     | Washington Capitals | NHL         | 82   | 23            | 63            | 86            | 38            | 13            | 6  | 7        | 13       | 2        |          |          |
| 2017–18     | Washington Capitals | NHL         | 81   | 21            | 50            | 71            | 46            | 20            | 5  | 18       | 23       | 6        |          |          |
| 2018–19     | Washington Capitals | NHL         | 80   | 22            | 52            | 74            | 30            | 7             | 5  | 3        | 8        | 4        |          |          |
| 2019–20     | Washington Capitals | NHL         | 61   | 12            | 42            | 54            | 14            | 5             | 0  | 1        | 1        | 0        |          |          |
| 2020–21     | Washington Capitals | NHL         | 55   | 15            | 38            | 53            | 14            | 5             | 0  | 1        | 1        | 0        |          |          |
| 2021–22     | Washington Capitals | NHL         | 47   | 6             | 25            | 31            | 12            | 6             | 2  | 4        | 6        | 4        |          |          |
| 2022–23     | Washington Capitals | NHL         | 39   | 7             | 14            | 21            | 14            | —             | —  | —        | —        | —        |          |          |
| 2023–24     | Washington Capitals | NHL         | 8    | 0             | 1             | 1             | 2             | —             | —  | —        | —        | —        |          |          |
| SEL celkově | SEL celkově         | SEL celkově | 110  | 22            | 44            | 66            | 78            | 11            | 4  | 3        | 7        | 8        |          |          |
| NHL celkově | NHL celkově         | NHL celkově | 1105 | 271           | 762           | 1033          | 504           | 139           | 38 | 76       | 114      | 62       |          |          |

## Reprezentace
Trenér Bengt-Åke Gustafsson ho nominoval na Mistrovství světa v ledním hokeji 2006 v lotyšské Rize, když ho dopsal na soupisku jako posledního až v nadstavbové části před zápasem s Ruskem. Stal se tak nejmladším hráčem ve švédské sestavě. Jeho mužstvo se stalo mistrem světa po finálovém vítězství nad Českem. Reprezentoval i na MS 2007 a MS 2008, na obou MS dosáhlo Švédsko 4. místo.Zúčastnil se také ZOH 2010 v Kanadě ve Vancouveru. Na olympiádě v Soči 2014 se dostal s týmem až do finále proti Kanadě, kde nenastoupil z důvodu dopingového nálezu na pseudoefedrin, který prý užil na alergii.
| Rok                    | Tým                    | Soutěž                 | Z  | G | A  | B  | TM |
| ---------------------- | ---------------------- | ---------------------- | -- | - | -- | -- | -- |
| 2004                   | Švédsko 18             | MS-18                  | 7  | 2 | 3  | 5  | 4  |
| 2005                   | Švédsko 20             | MSJ                    | 7  | 2 | 3  | 5  | 4  |
| 2006                   | Švédsko 20             | MSJ                    | 6  | 4 | 3  | 7  | 2  |
| 2006                   | Švédsko                | MS                     | 4  | 0 | 0  | 0  | 0  |
| 2007                   | Švédsko 20             | MSJ                    | 7  | 0 | 7  | 7  | 20 |
| 2007                   | Švédsko                | MS                     | 9  | 1 | 5  | 6  | 4  |
| 2008                   | Švédsko                | MS                     | 9  | 3 | 4  | 7  | 4  |
| 2010                   | Švédsko                | OH                     | 4  | 1 | 5  | 6  | 0  |
| 2012                   | Švédsko                | MS                     | 2  | 0 | 1  | 1  | 0  |
| 2014                   | Švédsko                | OH                     | 5  | 0 | 4  | 4  | 0  |
| 2016                   | Švédsko                | SP                     | 4  | 2 | 2  | 4  | 2  |
| Juniorská reprezentace | Juniorská reprezentace | Juniorská reprezentace | 20 | 6 | 13 | 19 | 26 |
| Seniorská reprezentace | Seniorská reprezentace | Seniorská reprezentace | 37 | 7 | 21 | 28 | 10 |